# Schoeblia circularis
Schoeblia circularis là một loài chân đều trong họ Schoebliidae. Loài này được Budde-Lund miêu tả khoa học năm 1909.